# ريتشارد إيفانز (صحفي)
ريتشارد إيفانز (بالإنجليزية: Richard Evans)‏ هو صحفي بريطاني، ولد في 17 فبراير 1958.